# Lagoleptus munin
Lagoleptus munin är en stekelart som beskrevs av Ian D. Gauld 1997. Lagoleptus munin ingår i släktet Lagoleptus och familjen brokparasitsteklar. Inga underarter finns listade i Catalogue of Life.